# Alegeri locale în Trinidad și Tobago, 2021
Alegeri locale s-au susținut în 2021 în Tobago pe data de 25 ianuarie 2021 în Trinidad și Tobago pentru a reînnoi cele 12 locuri în adunarea teritoriului autonom al insulei Tobago.
Mișcarea Națională Populară (PNM) și Patrioții Democrați Progresiști (PDP) au luat fiecare câte 6 locuri, pentru prima dată în istoria statului. După 20 de ani de control absolut asupra Trinidad și Tobago, la ultimele alegeri din 2017 luând 10 locuri din 12.